# Na ratunek wielorybom
Na ratunek wielorybom (ang. Big Miracle) – amerykańsko-brytyjski film obyczajowy z 2012 roku w reżyserii Kena Kwapisa, oparty na podstawie powieści Toma Rose'a pt. Freeing the Whales, który został wydany w 1989 roku.

## Opis fabuły
Reporter Adam Carlson (John Krasinski) marzy o tym, by wreszcie wyjechać z rodzinnego miasta na Alasce i rozpocząć prawdziwą karierę dziennikarską. Tymczasem los sprawia, że właśnie na Alasce trafia mu się niezwykła historia i prawdziwy temat życia. Oto wolontariuszka Greenpeace, Rachel Kramer (Drew Barrymore) i mały chłopak, Nathan, podejmują próbę ocalenia rodziny majestatycznych, szarych wielorybów uwięzionych pod lodem w okolicach koła podbiegunowego.
Carlson przyłącza się do akcji, tym bardziej, że o relacje z niej zaczynają zabiegać media z całego świata. Adam ma do czynienia z biznesmenami, głowami państw i głodnymi nowinek dziennikarzami. Jednak jego uwagę najbardziej zajmuje Rachel, jego była dziewczyna, a teraz obrończyni środowiska naturalnego. Wspólnie muszą utworzyć niezwykłą koalicję lokalnej ludności, kompanii naftowych oraz rosyjskich i amerykańskich wojskowych. Wszystko po to, by w szybkim czasie uratować wieloryby. Sprawa jest o tyle trudna, że świat ciągle tkwi w epoce zimnej wojny... bez telefonii komórkowej i Internetu.

## Obsada
- John Krasinski jako Adam Carlson
- Drew Barrymore jako Rachel Kramer
- Kristen Bell jako Jill Jerard
- Vinessa Shaw jako Kelly Meyers
- Stephen Root jako Haskell
- Ted Danson jako J.W. McGraw
- Dermot Mulroney jako pułkownik Scott Boyer
- Rob Riggle jako Dean Glowacki
- Michael Gaston jako Porter Beckford
- Megan Angela Smith jako Sheena
- Tim Blake Nelson jako Pat Lafayette
- James LeGros jako Karl Hootkin

i inni